# Julia Alboredo
Julia Alboredo (ur. 12 stycznia 1997) – brazylijska szachistka, mistrzyni międzynarodowa od 2022 roku.

## Kariera szachowa
Reprezentowała Brazylię trzykrotnie na olimpiadzie szachowej: w 2016, 2018 i 2022 roku. Zakwalifikowała się do mistrzostw świata kobiet w 2021 roku, ale w pierwszej rundzie przegrała z Jolantą Zawadzką, odpadając z turnieju.
Najwyższy ranking w dotychczasowej karierze osiągnęła 1 sierpnia 2022 roku, z wynikiem 2290 punktów.